# 上汽通用汽車
上汽通用汽車（シャンチートンヨンチーチャー、Shangqi Tongyong Qiche、中: 上汽通用汽车、英語表記：SAIC General Motors Corporation Limited、略称：上汽GM、SAIC-GM）は、ゼネラルモーターズ (GM) 、上海汽車集団 (SAIC) による合弁会社である。

## 概要
SAICとGMがそれぞれ50%出資し、上海通用汽車（中: 上海通用汽车 ）として1997年6月12日に設立。上海GMは1999年4月に中国・上海で初の車両「ビュイック・リーガル」の組み立てを開始した。
この会社では、中国大陸でシボレー、ビュイック、キャデラックブランドの自動車を生産、販売しているほか、2015年から一部の完成車をアメリカに輸出している（2025年時点の主力生産車種はビュイック・エンビジョンS）。2025年、アメリカ合衆国大統領に返り咲いたドナルド・トランプは、中国との間で関税の引き上げを実施（米中貿易戦争、第2次トランプ政権の関税を参照）。関税の追加関税率は145%に達しており、生産販売戦略の見直しは必至となった。

## 現行車種一覧

### ビュイック

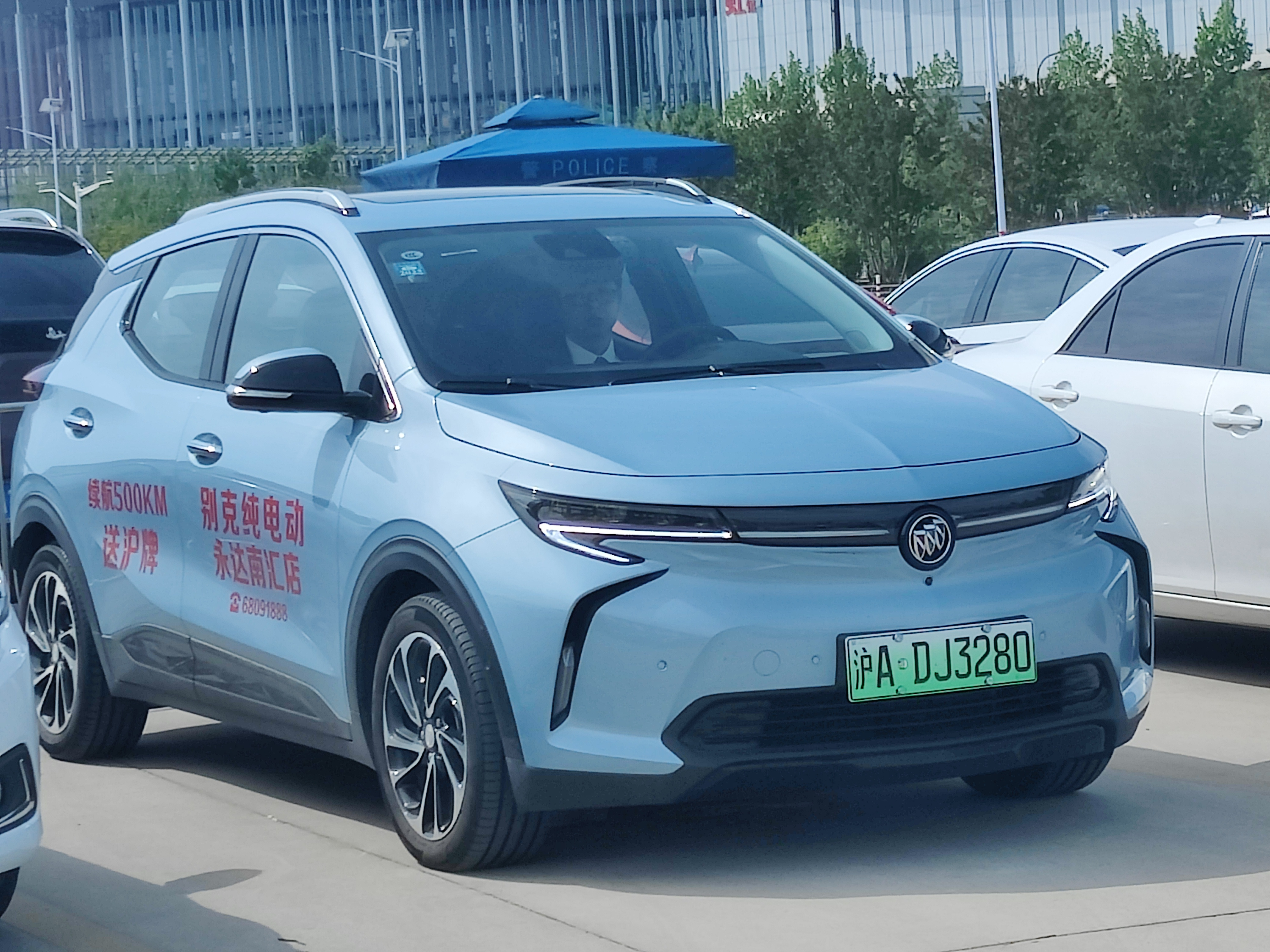
ビュイック・ヴェリテ7

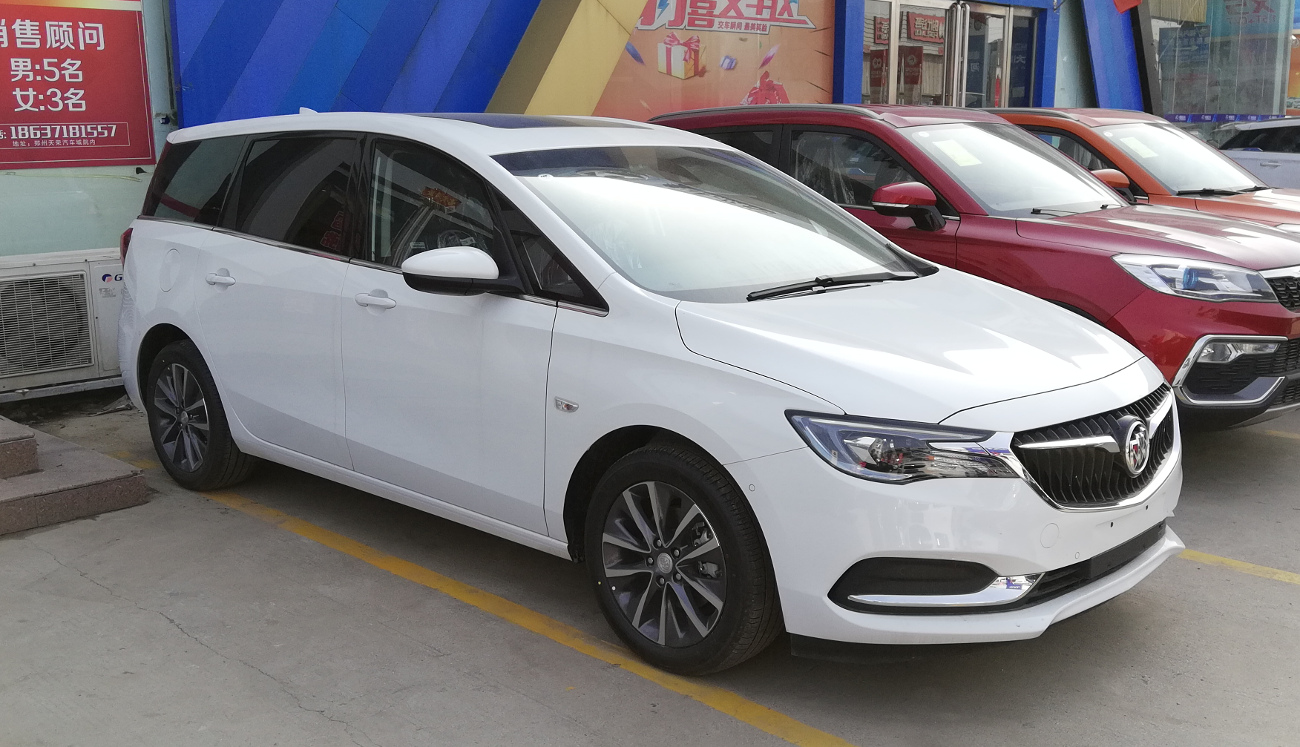
ビュイック・GL6

- アンクレイブ
- アンコール
- アンコール GX
- ヴェリテ6[4]
- ヴェリテ7
- エクセル
- エクセル GT/エクセル GX
- エンビジョン/エンビジョンS
- ベラーノ
- ラクロス
- リーガル
- GL6（英語版）
- GL8/GL8 ES

### キャデラック

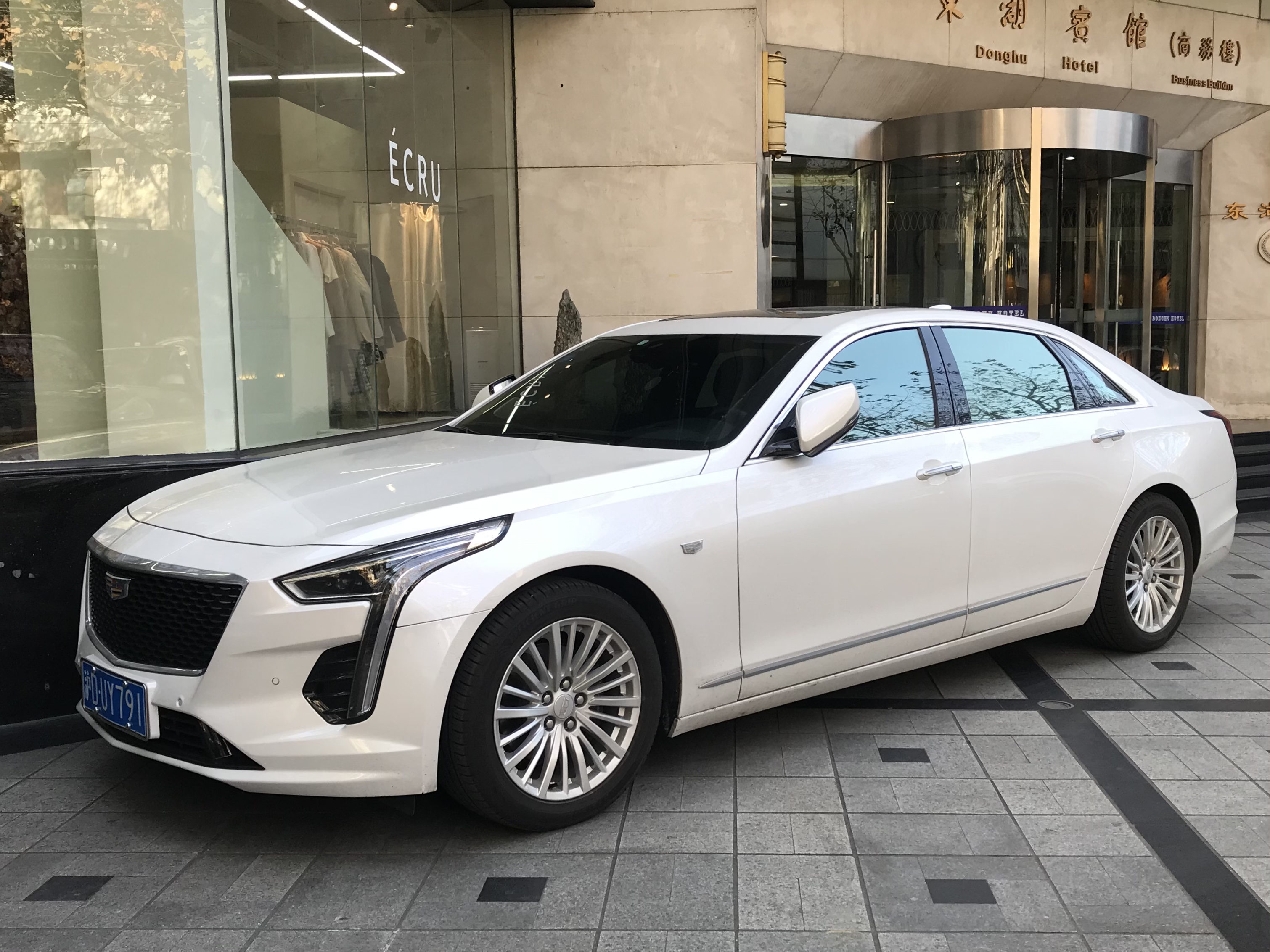
キャデラック・CT6

- CT4
- CT5
- CT6
- XT4
- XT5
- XT6

### シボレー

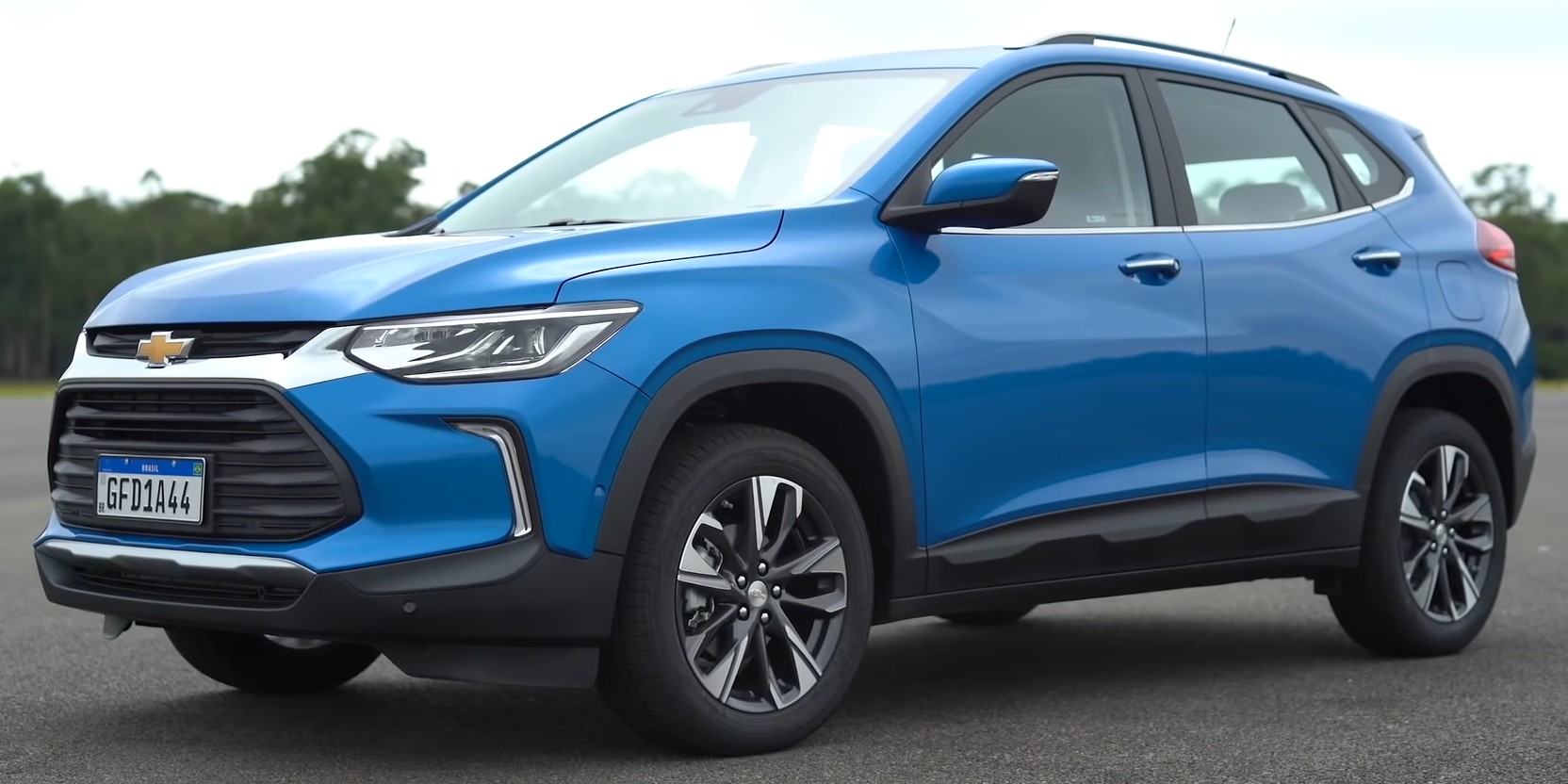
シボレー・トラッカー

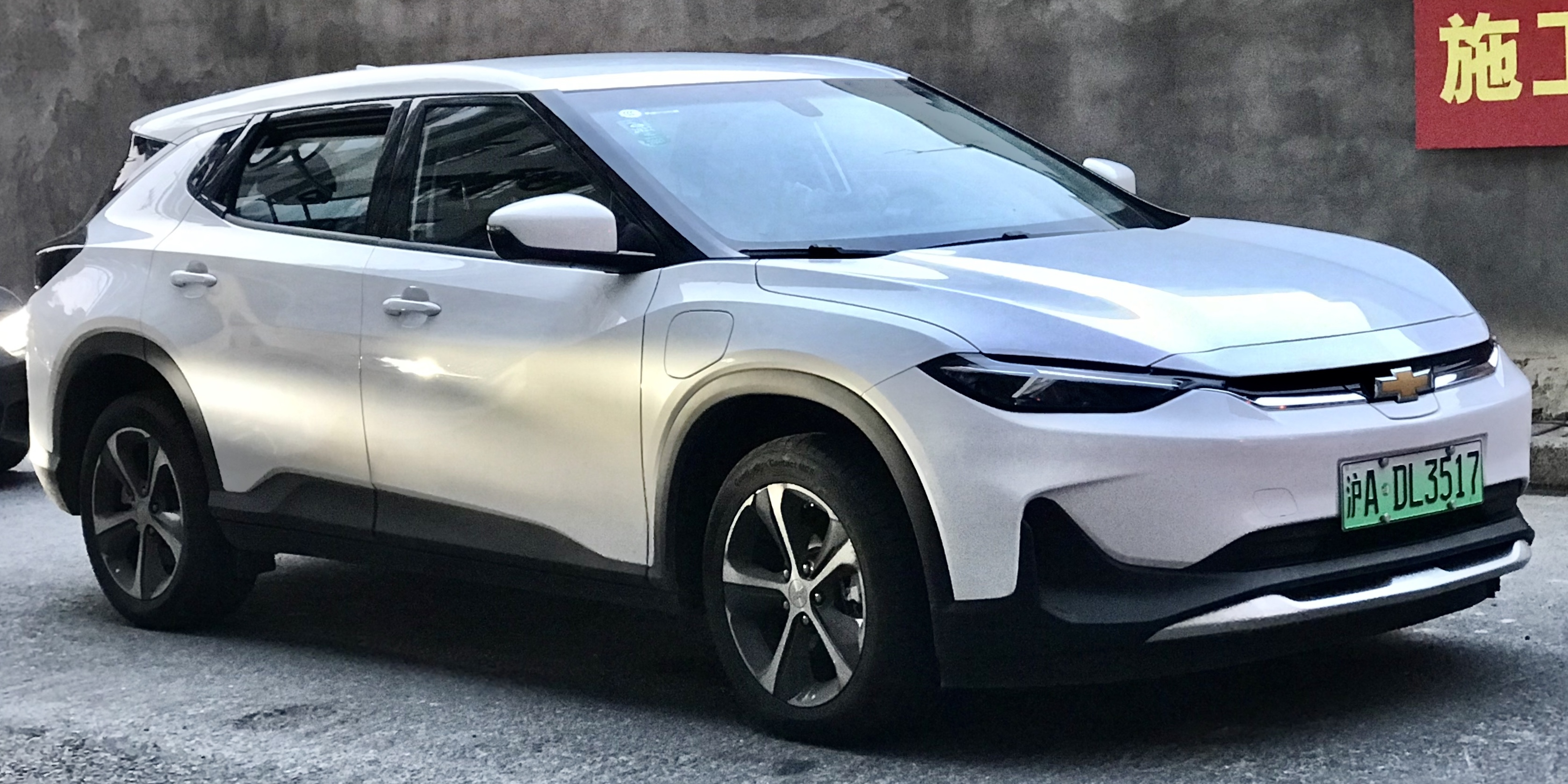
シボレー・メンロ

- エクイノックス
- オーランド
- オニキス
- カマロ RS
- トラッカー
- トレイルブレイザー
- ブレイザー
- メンロ（英語版）
- マリブ XL
- モンザ（英語版）